# 弗拉基米尔·萨莫伊洛夫
弗拉基米尔·谢尔盖耶维奇·萨莫伊洛夫（俄语：Владимир Сергеевич Самойлов，1999年5月13日—），俄罗斯、波兰花样滑冰运动员，2021年巴伐利亚公开赛男子单人滑金牌得主、2022年四国锦标赛男子单人滑铜牌得主、2023年四国锦标赛男子单人滑金牌得主、2024年四国锦标赛男子单人滑铜牌得主、2025年四国锦标赛男子单人滑铜牌得主。